# Provinciale weg 665
De provinciale weg 665 (N665) is een provinciale weg in de provincie Zeeland. De weg veloopt op Walcheren en Zuid-Beveland en vormt een verbinding tussen Arnemuiden en de N666 ten noorden van Kwadendamme. Tussen Arnemuiden en Heinkenszand loopt de weg vrijwel parallel aan de A58 waarop de weg ter hoogte van Arnemuiden en Heinkenszand een aansluiting heeft.
De weg is over de gehele lengte uitgevoerd als tweestrooks-gebiedsontsluitingsweg met buiten de bebouwde kom een maximumsnelheid van 80 km/h. In de gemeente Middelburg heet de weg Langeweg. In de gemeente Borsele heet de weg Postweg, Nieuwe Rijksweg en Drieweg.
De provincie Zeeland is verantwoordelijk voor het beheer van het weggedeelte buiten de bebouwde kom tussen de aansluiting op de A58 ter hoogte van Arnemuiden en de aansluiting op de N666. Binnen de bebouwde kom van Lewedorp wordt de weg beheerd door de gemeente Borsele.

## Geschiedenis
Oorspronkelijk was het grootste gedeelte van de huidige N665 een rijksweg en liep deze weg vanaf Arnemuiden door tot Middelburg. Het gedeelte tussen Middelburg en de destijds ongelijkvloerse kruising met de N664 was vanaf het Rijkswegenplan 1932 onderdeel van rijksweg 58. Deze vormde een verbinding tussen Bergen op Zoom via Goes en Vlissingen naar de Nederlands-Belgische grens nabij Sint Anna ter Muiden in Zeeuws-Vlaanderen. In de rijkswegenplannen van 1938, 1948 en 1958 bleef de gehele weg behouden als planweg. Met de opening van de autosnelweg tussen Middelburg en Arnemuiden in 1966, en de verlenging van de snelweg tot de Sloedam later datzelfde jaar begon de 'oude rijksweg' zijn bovenregionale doorgaande functie echter te verliezen. De doorgaande functie van de gehele rijksweg ging voorgoed verloren toen in 1970 de autosnelweg tussen Kapelle en de Sloedam voor verkeer werd geopend.
Tot 1992 bleef de weg echter als planvervangende weg in beheer van Rijkswaterstaat en was deze administratief onderdeel van rijksweg 758, welke verder bestond uit de nog niet aan de provincie overgedragen wegvakken van het oude tracé van rijksweg 58. Daar de weg geen bovenregionale doorgaande functie meer had werd de weg in het kader van de Wet herverdeling wegenbeheer per 1 januari 1993 overgedragen aan de provincie Zeeland en het waterschap. Deze nummerden de weg als N665.
Het verleden van de N665 als onderdeel van rijksweg 58 is nog te zien aan de straatnaam, welke op sommige wegvakken (Oude/Nieuwe) Rijksweg is, en aan de gebruikte hectometerwaarden, die doortellen op de waarden vanuit Bergen op Zoom. De hectometerwaarden van het wegvak dat geen onderdeel is geweest van de rijksweg zijn hierop aangepast.
Nadat in 2011 de N57 werd verlegd naar Middelburg-Oost (inclusief nieuwe aansluiting ter hoogte van Nieuw- en Sint Joosland), werd het stuk tussen Middelburg en Arnemuiden overgedragen aan de gemeente Middelburg. Sindsdien heeft dit deel van de weg ook geen nummer meer.
N62 · N69 · N251 · N252 · N253 · N254 · N255 · N256/A256 · N257 · N258 · N260 · N261 · N262 · N263 · N264 · N266 · N267 · N268 · N269 · N270/A270 · N271 · N272 · N273 · N274 · N275 · N276 · N277 · N278 · N279 · N280 · N281 · N282 · N283 · N284 · N285 · N286 · N287 · N288 · N289 · N290 · N291 · N292 · N293 · N294 · N295 · N296 · N296n · N297 · N298 · N300 · N321 · N322 · N324 · N329 · N389 · N394 · N395 · N396 · N397

N556 · N562 · N564 · N570 · N572 · N590 · N595 · N598 · N601 · N602 · N605 · N607 · N612 · N613 · N615 · N616 · N617 · N618 · N620 · N622 · N625 · N629 · N631 · N632 · N637 · N638 · N639 · N640 · N641 · N651 · N652 · N653 · N654 · N655 · N656 · N658 · N659 · N660 · N661 · N662 · N663 · N664 · N665 · N666 · N667 · N668 · N669 · N670 · N671 · N673 · N674 · N675 · N676 · N682 · N683 · N686 · N689 · N690 · N831 · N843

Voormalige provinciale wegen: N299 · N551 · N552 · N553 · N554 · N555 · N560 · N561 · N563 · N565 · N566 · N567 · N568 · N571 · N574 · N580 · N581 · N582 · N583 · N584 · N585 · N586 · N587 · N588 · N589 · N591 · N592 · N593 · N594 · N596 · N597 · N603 · N604 · N606 · N608 · N610 · N611 · N614 · N619 · N621 · N623 · N624 · N626 · N628 · N630 · N634 · N642 · N657